# Huis Delune
Huis Delune, ook Kasteel Solbosch of Kasteel Feys genoemd, is wellicht het meest bekende en meest opzienbarende werk van architect Leon Delune. Het is gelegen aan de Franklin Rooseveltlaan 86 te Brussel.

## Bouwstijl
Bij de oprichting van deze villa werd een combinatie van bouwtranten gebruikt: de eclectische stijl evenals art nouveau met Byzantijnse invloeden.

## Geschiedenis
Het landhuis werd in 1904 in de destijds afgelegen buurt Solbosch opgetrokken overeenkomstig het verzoek van een 
welgestelde weduwe. De opdrachtgeefster overleed echter reeds in 1907 en zo kwam de villa in de handen der familie Feys.
Met de Wereldtentoonstelling van 1910 in het vooruitzicht, werd de onteigening van het gebouw aan de bezitter voorgesteld, maar dit botste op een weigering. Desalniettemin werd hij bereid gevonden het bouwwerk tijdelijk te verhuren aan de inrichters van het evenement. Gedurende de expositie diende de villa als café-chantant voor het Afro-Amerikaanse cabaret: "Le Négros américain Minstrels d'Alabama U.S.A."
In tegenstelling tot de talrijke paviljoenen die destijds speciaal werden opgetrokken en thans verdwenen zijn, ontsnapte het gebouw aan de verschrikkelijke brand die op 14 en 15 augustus 1910 de tentoonstelling teisterde. Aldus werd het "Kasteel Solbosch" een uniek overblijfsel. Een decennium later -omstreeks 1920- liet de toenmalige eigenaar, René Feys, door architect Georges Hobé veranderingswerken uitvoeren aan de achtergevel.
Nogmaals twintig jaar verder, bij de aanvang van de Tweede Wereldoorlog, ontvluchtte de heer Feys het land. Bijgevolg werd het complex een gemakkelijke prooi voor de Duitse bezetter die er zijn intrek nam. Nadien, bij de bevrijding, werd het landhuis verlaten en achteraf meermaals geplunderd. Verscheidene elementen van de binneninrichting, tot zelfs de schouwen en de vloeren, werden geroofd. Met de gekraakte woning ging het verder bergaf: ze diende mettertijd als fuifpand voor studenten van de naburige universiteit. Daarenboven deden geruchten de ronde dat de kelders gebruikt werden voor onwettelijke wapenhandel en zwarte missen.
De teloorgang hield niet op. Zelfs de vergulde gietijzeren adelaar op het dak, die nochtans 350 kilogram woog, verdween spoorloos. Hij kwam in 1999 gelukkig opnieuw tevoorschijn bij een sjacheraar. Ten slotte keerde het tij nadat het Brussels Hoofdstedelijk Gewest in 1994 een procedure tot klassement inleidde.

## Restauratie
De restauratie door architect Francis Metzger kende een bewogen verloop met veelvuldige onderbrekingen. Ze was slechts voltooid in 2005. Een gelukkig toeval wilde dat men elders in Brussel, in het Cauchiehuis, op de zolder, het originele ontwerp van de sgraffiti aantrof. Deze waren in de bouwperiode ontwikkeld door Paul Cauchie. Het terugvinden van de schetsen liet toe de sgraffiti te hermaken in overeenstemming met hun oorspronkelijke staat.

## Actueel gebruik
Anno 2017 doet het "Huis Delune" dienst als ambassade van de Verenigde Arabische Emiraten.

## Wetenswaardig
Van de auteur Jacqueline Harpman verscheen in 1993 de roman Het geluk in het kwade, die zich afspeelt in het Huis Delune.